# Karataş
Karataş ist ein türkischer Familienname mit der Bedeutung „schwarzer Stein“, gebildet aus den Elementen kara (schwarz) und taş (Stein).

## Namensträger

### Familienname
- Bünyamin Karataş (* 1996), türkischer Fußballspieler
- Dursun Karataş (1952–2008), Gründer und Führer der DHKP-C in der Türkei
- Gülnaz Karataş (1971–1992), kurdische Guerillakämpferin (Bêrîtan)
- Halil Karataş (* 1980), türkischer Fußballspieler
- Haydar Karataş (* 1973), türkischer Schriftsteller
- Kazımcan Karataş (* 2003), türkischer Fußballspieler
- Öztürk Karataş (* 1991), türkischer Fußballspieler
- Paul Karataş (1934–2005), katholischer Geistlicher